# Vladimir Milić
Vladimir Milić (* 23. Oktober 1955 in Žegar, Gespanschaft Zadar) ist ein ehemaliger jugoslawischer Kugelstoßer.
1979 siegte er bei den Mittelmeerspielen, 1980 wurde er Achter bei den Olympischen Spielen in Moskau.
1982 siegte er bei den Halleneuropameisterschaften in Mailand und wurde Vierter bei den Europameisterschaften in Athen. Im Jahr darauf wurde er Fünfter bei den Halleneuropameisterschaften in Budapest, Neunter bei den Weltmeisterschaften in Helsinki und gewann Bronze bei den Mittelmeerspielen.
Jeweils Siebter wurde er bei den Europameisterschaften 1986 in Stuttgart und bei den Halleneuropameisterschaften 1987 in Liévin.
Sechsmal wurde er jugoslawischer Meister im Kugelstoßen (1976, 1978–1980, 1985, 1986) und dreimal im Diskuswurf (1976–1978).

## Persönliche Bestleistungen
- Kugelstoßen: 21,19 m, 18. August 1982, Belgrad
  - Halle: 20,64 m, 30. Januar 1982, Mailand
- Diskuswurf: 61,44 m, 17. Juni 1984, Zagreb